# Кинханед
Кинха́нед (валл. cynghanedd, дословно «созвучие, гармония») — жанр и технический приём в валлийской поэзии, представляющий собой способ организации стиха на основе созвучий, в первую очередь аллитерационных, но также с использованием внутренней рифмы. Использование кинханед обязательно во всех поэтических формах, особенно зрелых, появившихся в Высокое Средневековье, в эпоху придворных поэтов (валл. Beirdd yr Uchelwyr). Продолжает германский и кельтский аллитерационный стих. Приёмы, похожие на кодифицированные средневековые кинханед, появляются уже в самой ранней валлийской поэзии (в частности, у Анейрина и Талиесина), а также в поэзии на других бриттских языках, например на среднебретонском. Традиционные формы валлийской поэзии сохраняются до сих пор (ими пользуются, в частности, поэты, участвующие в Национальном эйстедводе), и кинханед являются неотъемлемой их частью. Приёмы, сходные с кинханед, могут встречаться и у поэтов, пишущих на других языках — правда, чаще всего это обусловлено непосредственным влиянием валлийской традиции (например, у Джерарда Мэнли Хопкинса).
Все разновидности кинханед зависят от определённого способа деления стиха, связанного с расположением ударений. Некоторые слоги являются выделенными, и для них существуют особые названия: первый называется «остановка» (gorffwysfa), второй — «главная рифма» (prifodl).
NB! во всех примерах ниже dd, ll, ch, th, rh являются одним согласным (подробнее см. Орфография валлийского языка). Полужирным выделены «остановки» и «главные рифмы». Ударение почти всегда падает на предпоследний слог.

## Cynghanedd gytsain
Под названием cynghanedd gytsain («согласные кинханед») объединяются типы кинханед, зависящие лишь от повторения согласных. Всех их роднит то, что стих делится на две части, и в каждой из этих двух частей повторяются при сохранении порядка одинаковые согласные. Выделяются следующие основные типы согласных кинханед:
- Cynghanedd groes («крестовой», ср. croes 'крест')
- Cynghanedd draws («перекрёстный», traws 'через')
- Cynghanedd groes o gyswllt («крестовой со связью»)

В «крестовом» кинханед должны повторяться согласные в двух половинах стиха (от начала до «остановки» и от цезуры до «главной рифмы»): согласные в начале первого полустишия могут не участвовать в кинханед, но лишь при том условии, что все согласные второго полустишия имеют соответствия в первом. В «перекрёстном» возможно оставлять без повторения цепочку согласных в конце первого полустишия. В «крестовом кинханед со связью» вторая половина цепочки повторяющихся согласных начинается ещё до цезуры.
Все кинханед этой разновидности можно разделить на несколько подтипов, которые определяются варьированием нескольких параметров: во-первых, сам тип (croes или traws), во-вторых, ударность конечного слога в словах, содержащих «остановку» и «главную рифму» (если и слово, несущее «остановку», и носитель «главной рифмы», оба оканчиваются на ударный resp. безударный слог, такой кинханед называется «равновесным», cytbwys, в противном случае кинханед называется «неравновесным», anghytbwys), в-третьих, являются ли эти слоги ударными (соответственно, кинханед может быть «ударным», acennog, или безударным, diacen).

### Cynghanedd groes
- «Крестовой равновесный ударный» (cynghanedd groes gytbwys acennog)

```
merch a g
walch
 / a march a g
ŵr

m rch   g (lch)    m rch   g(r)
```

```
«Дева, и ястреб, и конь, и муж» (
Грифид аб Иейан
)
```

Повторяются все согласные до «остановки» resp. «главной рифмы», оба выделенных слова односложны, «остановка» и «главная рифма» ударны.
- «Крестовой равновесный безударный» (cynghanedd groes gytbwys ddiacen)

```
aml gwin
oedd
 / a mêl gwen
yn

 ml g  n (dd)    m l g  n(n)
```

```
«Много вин и пчелиного мёда» (
Гитин Оуайн
)
```

Все согласные повторяются по «крестовой модели», оба выделенных слова неодносложны, но «остановка» и «главная рифма» безударны (так как это последние слоги в неодносложных словах).
- Что касается неравновесных кинханед, то в этой разновидности допустим лишь «нисходящий» тип, то есть такой, когда слово с «остановкой» кончается на ударный слог, а слово с «главной рифмой» — на безударный. Вот пример «крестового неравновесного нисходящего» кинханед (cynghanedd groes anghytbwys ddisgynedig):

```
ddoe yn 
aur
, / heddiw'n a
rian

dd    n   r      dd   n  r (n)
```

```
«Вчера золото, сегодня серебро» (Дж. Рис Дэниэлс)
[
2
]
```

В этом типе существуют и дополнительные ограничения. Во-первых, «остановка» не может находиться дальше третьего слога от начала стиха. Во-вторых, в рассмотренных выше типах допускалось, чтобы в аллитерации не участвовали согласные, идущие после ударного слога «остановки» (ср. пример из Гитина Оуайна выше). Однако в «неравновесном спускающемся» кинханед необходимо, чтобы у этих согласных также были соответствия во втором полустихе:
```
a chais 
un
 / o'i chus
an
au
  ch  s  n       ch s n
```

```
«И я получил один из её поцелуев» (
Давид ап Гвилим
)
```

### Cynghanedd draws
К «перекрёстным» кинханед в принципе применимы все те же принципы классификации, что и к «крестовым». Их отличие заключается в том, что первые согласные во втором полустишии могут не иметь соответствий в первом: однако все согласные первого полустишия обязаны иметь соответствия во втором.
- «Перекрёстный равновесный ударный» (cynghanedd draws gytbwys acennog)

```
mae'n un ll
iw
 / â'r maen yn Ll
ŷn

m   n  n ll      (r)m  n  n Ll(n)
```

```
«Оно того же цвета, что камень на 
Ллине
» (
Давид Нанмор
)
```

- «Перекрёстный равновесный безударный»

```
dyf
od
 / bu chwedl edif
ar

d f(d) (b  ch  dl) d f(r)
```

```
«Была печальная история» (Давид ап Гвилим)
```

- «Перекрёстный неравновесный спускающийся»

```
gan dd
ŵr
 / a'i try'n gynddeiri
awg

g n dd r      (tr  n)g ndd  r  (g)
```

```
«С водой, которая делает его безумным» (
Грифид Хирайтог
)
```

### Cynghanedd groes o gyswllt
«Крестовой кинханед со связью» отличается от обычного «крестового» кинханед тем, что цепочка повторяющихся согласных начинается до цезуры:
```
gosod y dr
wg
 / is dy dr
aed

g s d   dr|g    s d  dr
```

```
«Твоя нога зла» (
Тидир Алед
)
```

## Cynghanedd lusg
Это тип кинханед — «тянущийся» — основан на правилах рифмы (о правилах рифмы и других ограничениях на кинханед см. ниже). В «тянущемся» кинханед стих делится на два полустишия, и последний слог первого полустишия должен рифмоваться с предпоследним слогом всего стиха (при условии, что тот является ударным), то есть с главной рифмой. Таким образом, «тянущийся» кинханед не может быть «ударным», ведь стих не может кончаться на ударный слог.
```
taw â'th s
ôn
, / gad fi’n ll
on
ydd
```

```
«Тишина, которую ты слышишь, заставляет меня утихнуть» (
Давид ап Гвилим
)
```

## Cynghanedd sain
Cynghanedd sain означает «гласный кинханед» (ср. «согласный», cytsain выше). В отличие от предыдущих двух типов, в «гласном кинханед» стих делится не на две, а на три части; соответственно, в нем две цезуры и три выделенных слога, которые называются «предрифмой» (rhagodl), «верхней рифмой» (gorodl) и «главной рифмой» (prifodl). В этом типе существует множество подтипов, однако общий принцип остаётся единым: «предрифма» и «верхняя рифма» должны рифмоваться между собой, а вторая и третья части стиха должны формировать один из типов согласного кинханед.
- «Гласный равновесный ударный» (cynghanedd sain gytbwys acennog)

```
dos dr
aw
 / hyd gerll
aw
 / ei ll
ys

      aw            aw
          (h d g )ll        ll
```

```
«Иди туда, к его двору» (Давид ап Гвилим)
```

В этом примере первые две части рифмуются (рифма здесь разрешена, так как слово gerllaw имеет ударение на последний слог), а вторая пара является «крестовым равновесным (оба выделенных слова имеют конечное ударение) ударным» кинханед.
- «Гласный равновесный безударный»

```
Fwyn gariad
us
  / liw
us
 / law
en

           us       us
                 l  (s)  l  (n)
```

```
«Милая возлюбленная, прекрасная, весёлая» (
народная песня
)
```

- В «равновесном» гласном кинханед, в отличие от равновесного согласного, допустим как «нисходящий» (от ударного окончания к безударному в согласном кинханед), так и «восходящий» тип.

## Полный пример
Валлийские стихотворения, организованные по правилам кинханеда, как правило, сочетают несколько его типов. Например:
```
(groes)
   
M
i 
g
a
n
w
ch
 he
n
o / a
m
 
gn
y
ch
u ŵy
n

(draws)
   
G
wy
n
ion / a gawsant ryw heb 
g
ŵy
n
.

(lusg)
    Ganwyd i ddio
ddef
, / eich annwyl 
ddef
aid.

(sain)
    Pob daf
ad
 / yw'ch 
c
a
r
i
ad
, / 
c
e
r
dd eich enaid!
```